# Айн Малаха

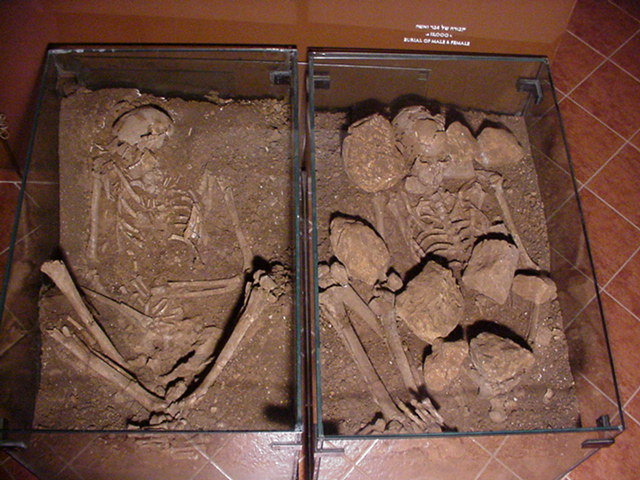

Поселення Айн Малаха, або Ейнан (івр. עינן) — натуфійське селище, побудоване і заселене близько 10000-8000 років до нашої ери. Жителі поселення вели осілий спосіб життя мисливців та збирачів, важливим кроком став перехід від привласнюючих форм господарства, землеробства та скотарства.

## Поселення
Поселення розміщувалося на сучасній території Північного Ізраїлю, за 25 км (16 миль) на північ від Галілейського моря, в місцині оточеній пагорбами поблизу озера Хула (Долина Хула). На той час дана територія густо поросла дубовими, фісташковими та мигдалевими хащами. Натуфійське селище заселялося в три етапи. В перші дві фази були спорудженні масивні, а в третьому менші кам'яні споруди. Ці фази проходили від 12000 до 9600 років до н. е. Житла були частково в землі, мали підземні поверхи, а стіни були побудовані з каменю. Дерев'яні стовпи підтримували дахи, які, ймовірно, були зроблені з хмизу та шкур тварин. Вогнища розташовувалися в будинках. Айн Малаха містить найбільш раннє археологічне свідчення про одомашнення собаки (поховання людини з домашньою собакою).

## Спосіб життя
Жителі Айн Малаха були осілими мисливцями та збирачами. Цілком ймовірно, вони жили в Айн Малаха цілий рік, збираючи для харчування навколишні дикі їстівні рослини і полюючи на сусідніх територіях. Мешканці використовували ручні ступки для подрібнення диких горіхів та зерна і кам'яні серпи для зрізання рослин. Багато з цих кам'яних серпів досі мають блиск, вказуючи на те, що ними часто користувалися для скошування великої кількості рослин, швидше за все дикої пшениці та ячменю. Жителі, як відомо, їли газелей, кабанів, козуль, зайців, черепах, рептилій та рибу.

## Поховальні традиції
Цілком імовірно, що цілі родини були поховані в залишках власних будинків, які згодом були покинуті. Під час розкопок, було знайдено житло, що містило могили 11 чоловіків, жінок та дітей, багато з них мали прикраси, зроблених з лопатоногих молюсок. В іншому житлі було знайдено рештки 12 людей, одна з яких тримала руку на тілі маленького цуценя.

## Археологічні дослідження
Поселення Айн Малаха було виявлено в 1954 році, розкопки проводилися під керівництвом Ж. Перро (фр. J. Perrot), М. Ле Шевальє (фр. M. Lechevalier) і Ф. Валла (фр. Francois Valla) з НЦНД Франції.